# Neofelis diardi borneensis
Neofelis diardi borneensis (лат.) — подвид борнейского дымчатого леопарда. Эндемик острова Калимантан, отличается от другого подвида Neofelis diardi diardi формой и частотой пятен, а также строением нижней челюсти и зубной формулой. В 2017 году Целевая группа классификации кошек Cat Specialist Group признала валидность этого подвида.

## Распространение и места обитания
На Калимантане он был зарегистрирован в Sabangau National Park.
На севере штата Саравак был отмечен в смешанном диптерокарповом лесу за пределами охраняемой территории на высоте от 1000 до 1215 м.
В Сабахе он был зарегистрирован в заповеднике Данумской долины, заповедниках Улу-Сегама, Малуа и Кабили-Сепилок, заповеднике дикой природы Табина и заповеднике дикой природы Нижнего Кинабатангана.

## Экология
Благодаря использованию камер-ловушек удалось выяснить, что представители подвида ведут в основном ночной образ жизни. Самка с радиоошейником обошла свою территорию площадью 23 км² за 109 дней.